# Bandera de Boyacá
La bandera del departament de Boyacá fou creada per l'ordenança número 47 de 1967 i decrets 218 i 495 de 1968 de la governació de Boyacá de Colòmbia.
La bandera està dividida en sis faixes horitzontals: la primera i l'última (1/6 cadascuna) són verdes, la segona i penúltima (1/6 cadascuna) són blanques; i la franja central (2/6) és vermella. El verd simbolitza fe, amistat, devoció, respecte, esperança, i al mateix temps la fertilitat dels camps; el blanc és per l'aferrament a la terra, la dedicació, la intel·ligència i la decisió; el vermell representa la sang vessada per la llibertat a Boyacá.